# 宮本照明
宮本 照明（みやもと てるあき、1854年9月24日（安政元年8月3日） - 1917年（大正6年）9月7日）は、大日本帝国陸軍軍人。最終階級は陸軍中将。功四級、功三級。

## 経歴
常陸国、のちの茨城県新治郡九重村（桜村を経て現つくば市）出身。士族・櫻井牧蔵の長男として生まれ、1878年（明治11年）9月、宮本玄孝の養子となり、1885年（明治18年）4月、家督を相続する。1875年（明治8年）陸軍士官学校に入学し（旧2期）、1879年（明治12年）2月、陸軍砲兵少尉に任官する。以来累進し1897年（明治30年）中佐に進み、1900年（明治33年）5月、侍従武官となる。この間、東宮武官、台湾総督参謀、台湾守備混成第2旅団参謀長、野戦砲兵第16連隊長を歴任した。また、日清戦争の際には大本営附として広島へ出張した。
1901年（明治34年）11月、大佐に進み、日露戦争終戦間際の1905年（明治38年）4月に野戦砲兵第2連隊長となった。ついで1906年（明治39年）8月、陸軍少将に進級と同時に野戦砲兵第1旅団長に補され、翌年2月、台湾総督府陸軍参謀長に任じた。その後、1912年（大正元年）8月、陸軍中将に進級と同時に後備役編入となった。

## 栄典
- 1912年（大正元年）9月10日 - 正四位[6]